# اسلاتون (تگزاس)
اسلاتون، تگزاس(به انگلیسی: Slaton, Texas) شهری در ایالت تگزاس از ایالات جنوبی ایالات متحده آمریکا است. در سرشماری سال ۲۰۰۰، جمعیت این شهر ۶۱۰۹ نفر اعلام شد.

## نگارخانه

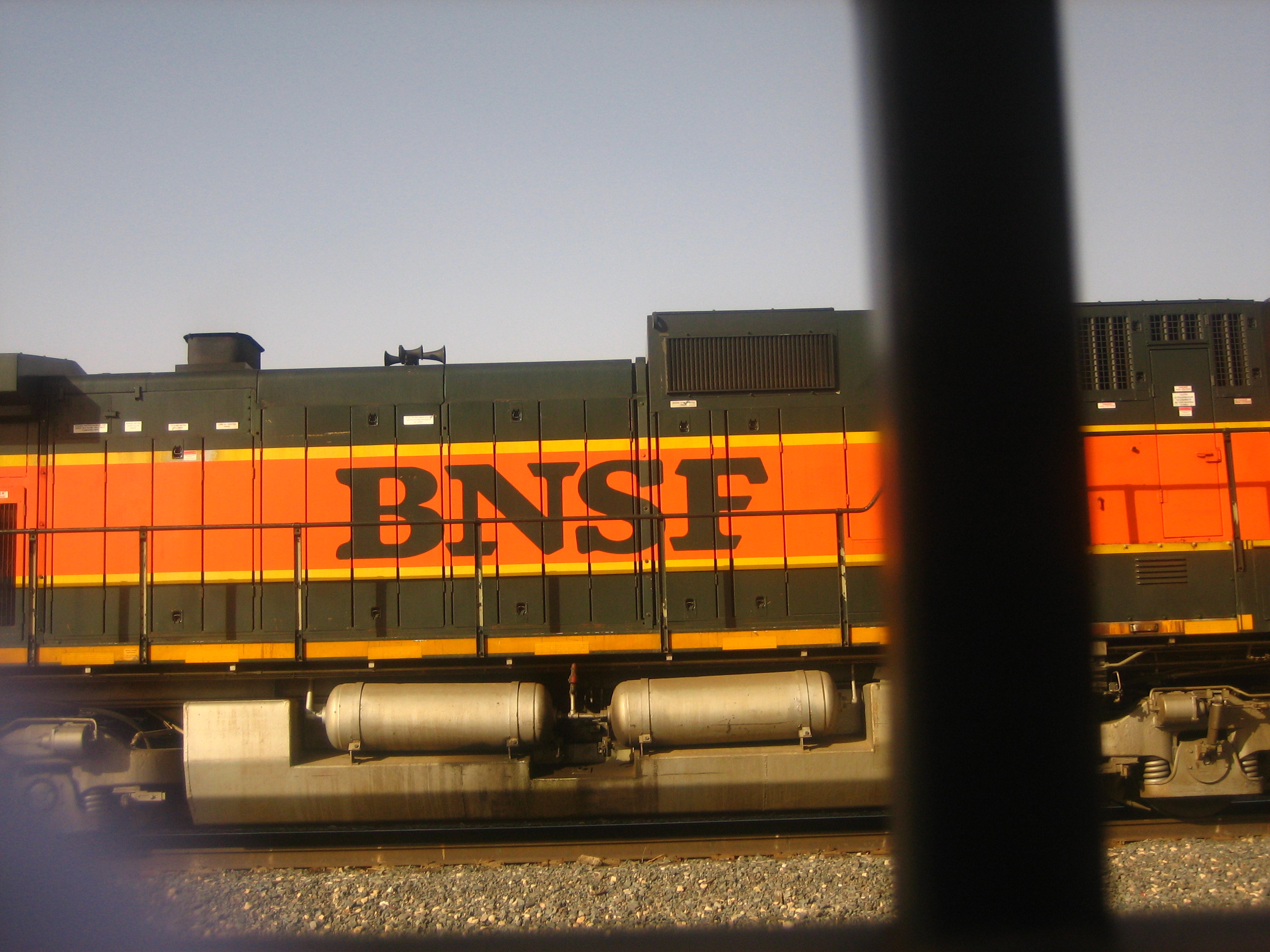
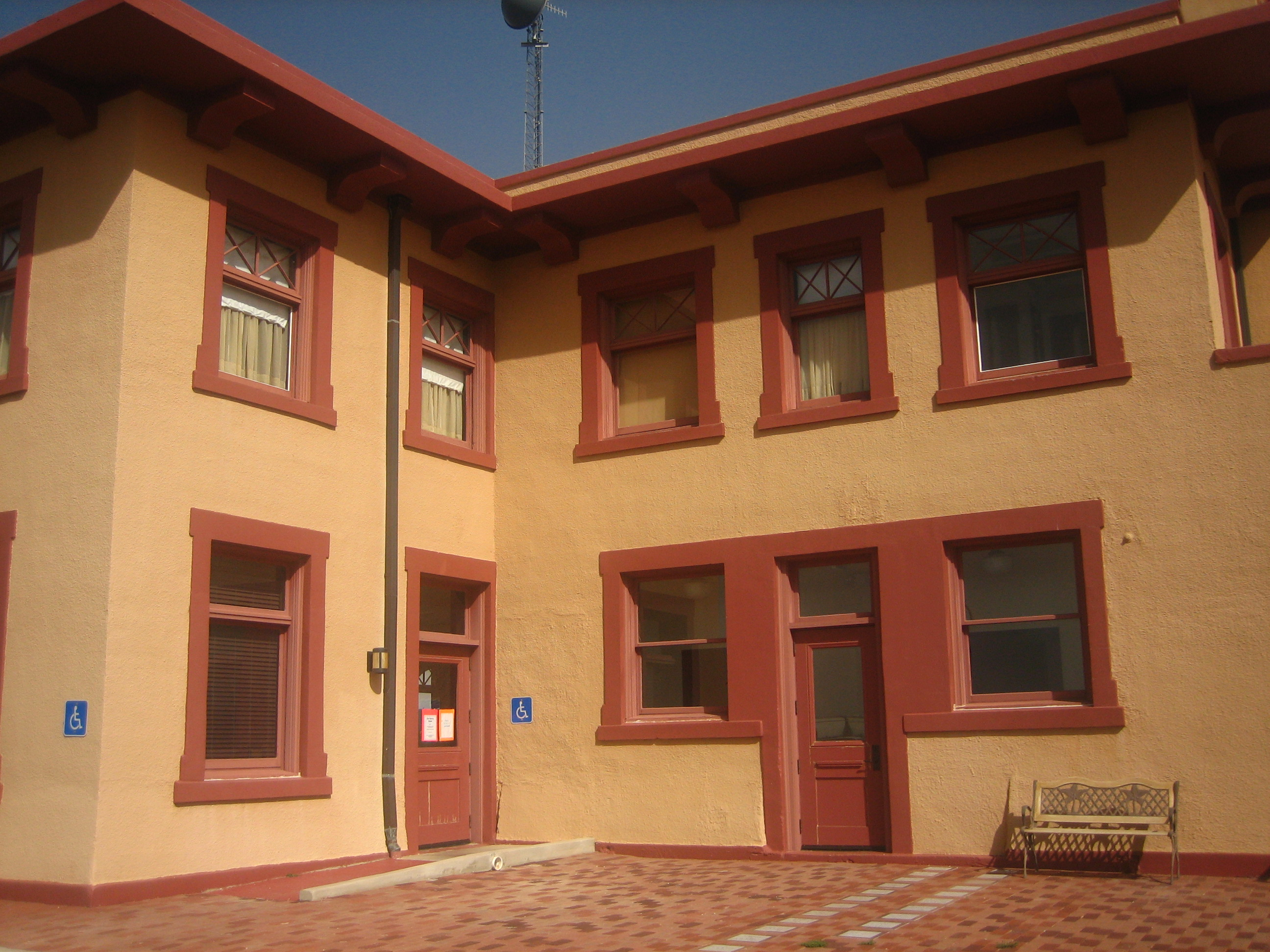
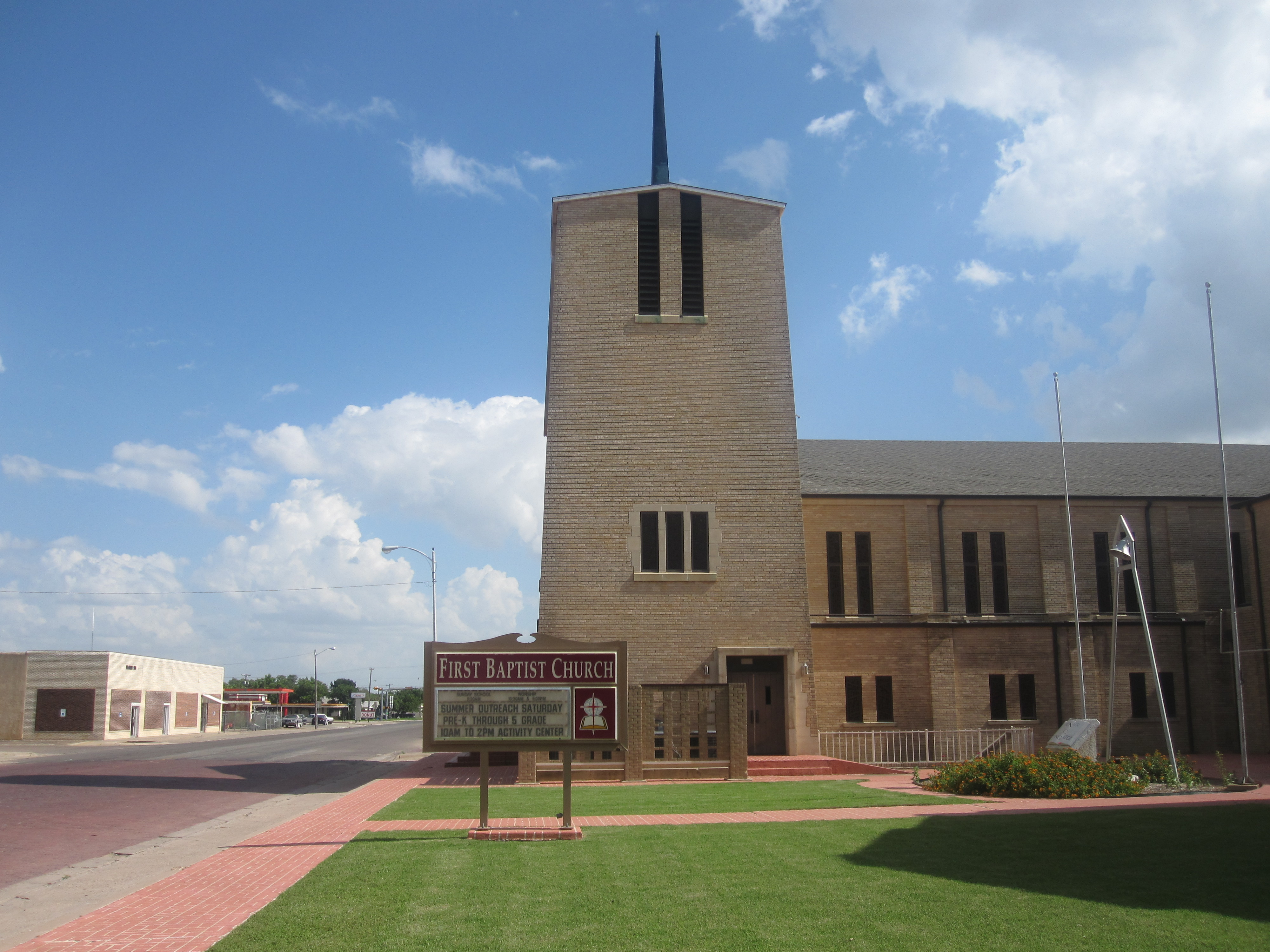
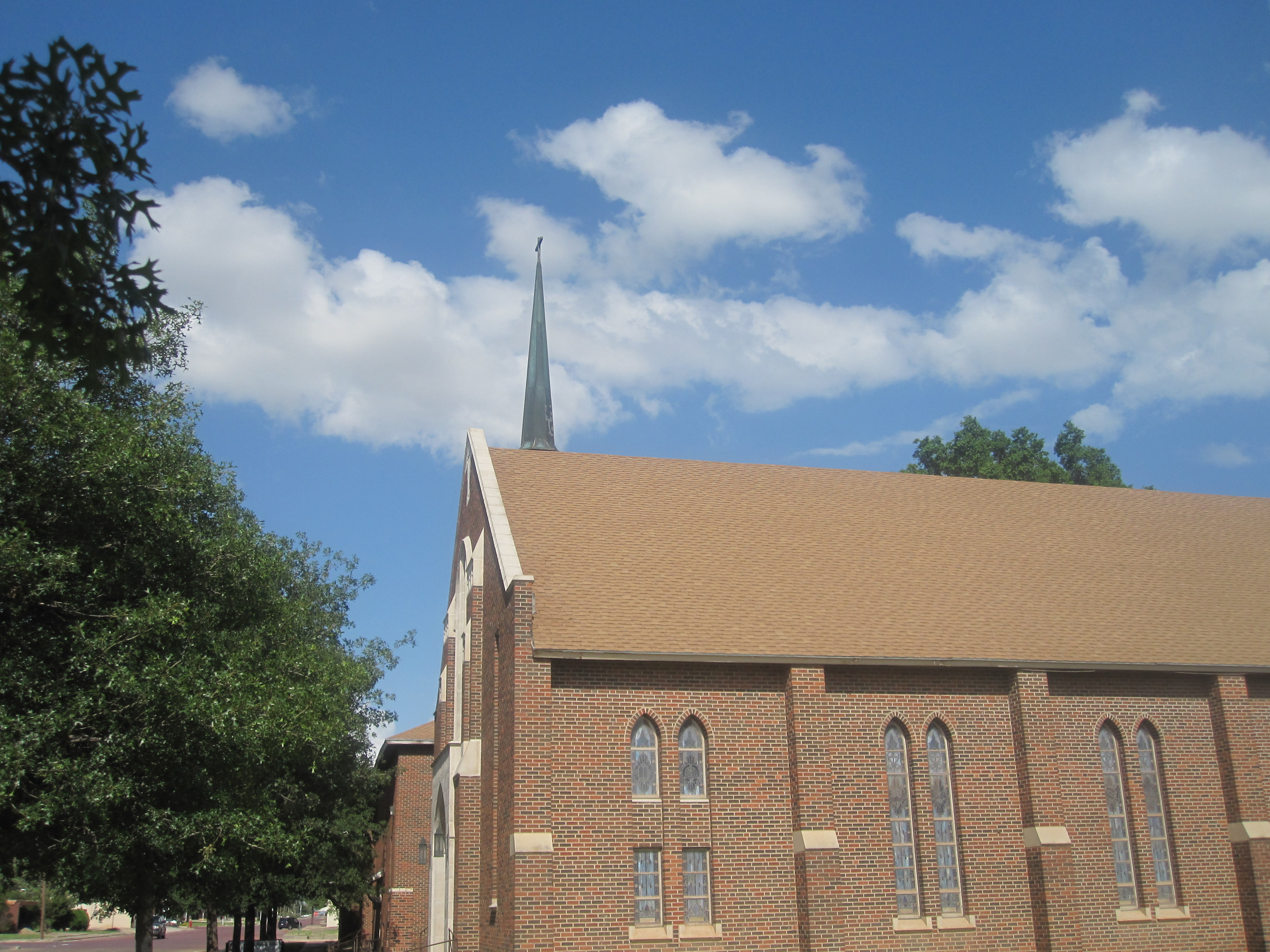

## جستارهای ویژه
- فهرست شهرهای تگزاس